# Let's Ride!
Let's Ride! est une série de jeux vidéo d'équitation.

## Liste des titres
- 1999 : Let's Ride! sur Windows[1]
- 2002 : Let's Ride! The Rosemond Hill Collection sur Windows
- 2003 : Let's Ride! Sunshine Stables sur Game Boy Advance
- 2005 : Alexandra Ledermann / Let's Ride! Dreamer sur Windows et Game Boy Advance
- 2005 : Let's Ride! Corral Club sur Windows
- 2006 : Let's Ride! Silver Buckle Stables sur Windows et PlayStation 2
- 2007 : Let's Ride! Friends Forever sur Windows, Game Boy Advance et Nintendo DS[2]
- 2008 : Let's Ride! Riding Star sur Windows
- 2012 : Let's Ride! Best in Breed 3D sur Nintendo 3DS